# Biserica „Buna Vestire” din Râmnicu Vâlcea
Biserica „Buna Vestire” din Râmnicu Vâlcea este un monument istoric aflat pe teritoriul municipiului Râmnicu Vâlcea. În Repertoriul Arheologic Național, monumentul apare cu codul 167482.21.
Biserica de plan trilobat are abside poligonale, pronaosul supralărgit și absida altarului decroșată. Pridvorul deschis este sprijinit pe arcade trilobate și pe opt coloane la care se adaugă două semicoloane octogonale de piatră monolit. Naosul este acoperit cu o turlă octogonală, iar în partea dinspre apus cu o boltă cilindrică (în aceasta porțiune a fost amenajat un cafas de lemn). Pronaosul, de două ori mai larg decât lung, este acoperit cu o calotă sprijinită pe arce și console pe care se ridică o clopotniță octogonală. Naosul și pronaosul sunt despărțite prin trei arcade inegale sprijinite pe doi stâlpi cilindrici. Tâmpla este de zid și nu merge până la boltă. Turlele au proporții înalte și elegante. Clopotnița de pe pronaos e puțin mai redusă, ca dimensiuni, decât turla pantocratorului, dar au aceeași compoziție și proporții. Decorația exterioară este alcătuită din doua rânduri de firide - cele de jos dreptunghiulare, cele de sus arcuite -, despărțite printr-un tor și din cornișele biserici și turlelor. În afară de amenajarea cafasului în naos, biserica nu a suferit nici o modificare. Ancadramentele ușii de intrare și ferestrelor sunt cu motive florale, ușa veche este de lemn sculptat, deasupra pisaniei este o friza puternic reliefată, răsuflătorile sunt de piatră traforată. Pictura originară, în frescă, spălată și retușată pe alocuri, este pe fond aurit imitând mozaicul. Iconografia se remarcă prin scene precum Judecata de Apoi, Apocalipsa, Liturghia îngerească, etc.